# Stade du FUS
Le Stade du FUS  (en arabe : ملعب الفتح) est un stade basé à Rabat au Maroc.

## Histoire
Situé au cœur de la capitale, il fut construit en 1923. Il constitue également le fief du club de football des FUS de Rabat. Il fut rénové en 1973 et abrite souvent les matches de l'équipe Nationale Marocaine Junior, Équipe du Maroc de football féminin et l'équipe Nationale Marocaine Cadet. Sa Capacité est de 15 000 places.

## Chiffres
- Capacité : 15 000 spectateurs
- 90 m de long sur 50 m de large
- 200 places pour VIP et officiels
- 20 places pour la presse